# 17 أكتوبر
- السبت
- الأحد
- الاثنين
- الثلاثاء
- الأربعاء
- الخميس
- الجمعة

- 275 ربيع الآخر 1447  هـ
- 286 ربيع الآخر 1447  هـ
- 297 ربيع الآخر 1447  هـ
- 308 ربيع الآخر 1447  هـ
- 19 ربيع الآخر 1447  هـ
- 210 ربيع الآخر 1447  هـ
- 311 ربيع الآخر 1447  هـ
- 412 ربيع الآخر 1447  هـ
- 513 ربيع الآخر 1447  هـ
- 614 ربيع الآخر 1447  هـ
- 715 ربيع الآخر 1447  هـ
- 816 ربيع الآخر 1447  هـ
- 917 ربيع الآخر 1447  هـ
- 1018 ربيع الآخر 1447  هـ
- 1119 ربيع الآخر 1447  هـ
- 1220 ربيع الآخر 1447  هـ
- 1321 ربيع الآخر 1447  هـ
- 1422 ربيع الآخر 1447  هـ
- 1523 ربيع الآخر 1447  هـ
- 1624 ربيع الآخر 1447  هـ
- 1725 ربيع الآخر 1447  هـ
- 1826 ربيع الآخر 1447  هـ
- 1927 ربيع الآخر 1447  هـ
- 2028 ربيع الآخر 1447  هـ
- 2129 ربيع الآخر 1447  هـ
- 2230 ربيع الآخر 1447  هـ
- 231 جمادى الأولى 1447  هـ
- 242 جمادى الأولى 1447  هـ
- 253 جمادى الأولى 1447  هـ
- 264 جمادى الأولى 1447  هـ
- 275 جمادى الأولى 1447  هـ
- 286 جمادى الأولى 1447  هـ
- 297 جمادى الأولى 1447  هـ
- 308 جمادى الأولى 1447  هـ
- 319 جمادى الأولى 1447  هـ

17 أكتوبر أو 17 تشرين الأوَّل أو يوم 17 \ 10 (اليوم السابع عشر من الشهر العاشر) هو اليوم التسعين بعد المئتين (290) من السنة، أو الحادي والتسعين بعد المئتين (291) في السنوات الكبيسة، وفقًا للتقويم الميلادي الغربي (الغريغوري). يبقى بعده 75 يومًا على انتهاء السنة.

## أحداث
- 1448 - وقوع «معركة كوسوفو الثانية» والتي كانت نتيجتها هزيمة جيش يوحنا هونياد والذي كان في معظمه من المجريين أمام الجيش العثماني بقيادة السلطان مراد الثاني.
- 1456 ـ تأسيس جامعة غرايفسفالت، لتكون الثانية في الترتيب بين أقدم جامعات شمال أوروبا.
- 1610 - تتويج لويس الثالث عشر ملكًا على فرنسا في ريمس.
- 1662 - تشارلز الثاني ملك إنجلترا يبيع دونكيرك لفرنسا مقابل 40 ألف جنيه.
- 1698 - انطلاق سفارة عبد الله بن عائشة إلى فرنسا.
- 1777 - القوات الأمريكية تهزم البريطانيين في معركة ساراتوجا وذلك أثناء حرب الاستقلال الأمريكية.
- 1800 - بريطانيا تستولي على مستعمرة كوراساو الهولندية.
- 1814 - ثمانية أشخاص يموتون في فيضان البيرة في لندن.
- 1912 - اندلاع حرب البلقان الأولى.
- 1918 - قيام مملكة يوغوسلافيا رسميًا بالبلقان.
- 1961 - الشرطة الفرنسية تقتل حوالي 300 مغترب جزائري وذلك بإلقائهم في نهر السين في باريس وذلك عقب مظاهرات شاركوا بها تحديًا لقانون حظر التجول الذي يمنع الجزائريين من الخروج.
- 1979 - الإعلان عن فوز الأم تريزا بجائزة نوبل للسلام وذلك نظرًا لجهودها الإنسانية في مساعدة فقراء الهند والعالم.
- 1980 - إليزابيث الثانية ملكة المملكة المتحدة تقوم بزيارة تاريخية للفاتيكان، حيث أصبحت أول ملكة تزور الحبر الأعظم.
- 1999 - مجلس الوزراء الكويتي يقرر إيقاف «جريدة السياسة» عن الصدور لمدة خمسة أيام وذلك بسبب تعرضها للأمير.
- 2001 - اغتيال وزير السياحة الإسرائيلي رحبعام زئيفي، والجبهة الشعبية لتحرير فلسطين تعلن مسؤوليتها عن الحادث انتقامًا لمقتل أبو علي مصطفى على يد القوات الإسرائيلية.
- 2001 - تأسيس رابطة الكتاب السوريين في المنفى بلندن.
- 2013 - السعودية ترفض العضوية غير الدائمة في مجلس الأمن، وعللت ذلك بعجز المجلس عن حل عدة قضايا أهمها القضية الفلسطينية والأزمة السورية والسلاح النووي في الشرق الأوسط.
- 2016 -
  - انطلاق شنتشو 11، سادس مهمة فضائية مأهولة للصين وعلى متنها رائدي فضاء في مهمة مدتها 30 يومًا.
  - بدء العملية العسكرية لاستعادة السيطرة على مدينة الموصل في شمال العراق من مسلحي تنظيم الدولة الإسلامية (داعش).
- 2019 - انطلاق سلسلة من الاحتجاجات الشعبية في بيروت وعدة مدن لبنانية تُندّد بالفساد وتردي الواقع المعيشي وفشل الحكومة اللبنانية في حل المشاكل الاقتصادية، والمتظاهرون يطالبون برحيل الرئاسات الثلاث: الجمهورية والحكومة والمجلس النيابي.
- 2020 - فوز بأغلبية واضحة لحزب العمال بقيادة رئيسة وزراء نيوزيلندا جاسيندا أرديرن في الانتخابات العامة النيوزيلندية 2020.
- 2022 - تُوج الاعب كريم بنزيما، بجائزة الكرة الذهبية لأحسن لاعب في العالم لعام 2022، متقدما على لاعب بايرن ميونيخ والمنتخب السنغالي، ساديو ماني.
- 2023 - مجزرة ارتكبها سلاح الجو الإسرائيلي بقصف المستشفى الأهلي العربي، ذهب ضحيتها أكثر من 500 قتيلًا، وإصابة أكثر من 600 آخرين.

## مواليد
- 1760 - سان سايمون، فيلسوف واقتصادي فرنسي.
- 1697 - جوفاني أنطونيو كانال، رسام إيطالي.
- 1813 - يوهان هاينريش جيلزر، مؤرخ ودبلوماسي سويسري.
- 1817 - السيد أحمد خان، داعية إسلامي هندي.
- 1848 - ترومان ألدريتش، سياسي أمريكي.
- 1912 - يوحنا بولس الأول، بابا الكنيسة الرومانية الكاثوليكية.
- 1915 - أرثر ميلر، كاتب وروائي مسرحي أمريكي.
- 1918 - ريتا هيوارث، ممثلة أمريكية.
- 1920 - مونتغومري كليفت، ممثل أمريكي.
- 1926 - جولي أدامز، ممثلة أمريكية.
- 1936 - حازم الببلاوي، سياسي واقتصادي مصري.
- 1937 - معاذ يوسف، كاتب عراقي.
- 1943 - ليلى العثمان، أديبة كويتية.
- 1946 - خايمي رافينيت، وزير دفاع تشيليٍّ.
- 1953 - علي سلطان، ممثل كويتي.
- 1954 - غازي العريضي، سياسي لبناني.
- 1961 - سليمان عيد، ممثل مصري.
- 1968 - محمد لطفي، ممثل مصري.
- 1969 - مجيدة بنكيران، ممثلة مغربية.
- 1972 -
  - إمينم، مغني أمريكي.
  - تاركان، مغني تركي.
- 1974 - ماثيو ماكفادين، ممثل إنجليزي.
- 1976 -
  - سهام أسيف، ممثلة مغربية.
  - سيباستيان أبريو، لاعب كرة قدم أوروغواني.
- 1977 - دودو أوات، حارس مرمى كرة قدم إسرائيلي.
- 1981 - بدر اللحيد، ممثل سعودي.
- 1983 - إيفان ساينكو، لاعب كرة قدم روسي.
- 1984 - أحمد البشير، إعلامي عراقي.
- 1985 - باران كوثري، ممثلة إيرانية.
- 1987 - ياروسلاو فوجوت، لاعب كرة قدم بولندي.

## وفيات
- 1587 - علي بن عبد الرحمن الصوري، عالم مسلم وقاضي شامي.
- 1587 - فرانشيسكو الأول، دوق تسكانة.
- 1887 - غوستاف روبرت كيرشهوف، عالم فيزياء ألماني.
- 1934 - سانتياغو رامون إي كاخال، طبيب إسباني حاصل على جائزة نوبل في الطب عام 1906.
- 1939 - وليم جاكسون بوب، كيميائي إنجليزي.
- 1941 - مي زيادة، أديبة فلسطينية لبنانية.
- 1945 - أحمد إبراهيم بك، فقيه وحقوقي وأكاديمي مصري.
- 1967 - بوئي، إمبراطور الصين.
- 1973 - إنجيبورغ باخمان، كاتب نمساوي.
- 1978 - عبد الحليم محمود، شيخ الجامع الأزهر.
- 1981 - منير مراد، ملحن مصري.
- 1982 - يوسف وهبي، ممثل مصري لقب بعميد المسرح العربي.
- 1984 - وديع يوسف ملاعب، صحافي وسياسي وشاعر لبناني.
- 1993 - نهاد قلعي، ممثل سوري.
- 1985 - عبد المنعم الرفاعي، سياسي وشاعر أردني، ورئيس وزراء أسبق.
- 2001 - رحبعام زئيفي، سياسي إسرائيلي.
- 2004 - ممدوح وافي، ممثل مصري.
- 2013 - جامع جامع، عسكري سوري.
- 2021 - ليلى الأطرش، روائية فلسطينية أردنية.

## أعياد ومناسبات
- اليوم العالمي للقضاء على الفقر.

## وصلات خارجية
- النيويورك تايمز: حدث في مثل هذا اليوم.
- BBC: حدث في مثل هذا اليوم.